# Maria Andegaweńska (księżniczka neapolitańska)
Maria Andegaweńska, it. Maria d'Angiò-Sicilia (1290-koniec kwietnia 1346 r./styczeń 1347 r.) – królowa Majorki jako żona króla Sancho I. Członkini bocznej linii dynastii Kapetyngów, jedenaste dziecko Karola II Andegaweńskiego z Neapolu i jego żony Marii Węgierskiej.

## Życiorys
Maria poślubiła króla Sancho przez pełnomocnika 20 września 1304 r. i osobiście w Palma-de-Majorka w 1308 r. Małżeństwo było bezdzietne, co zagrażało przetrwaniu młodego niepodległego państwa. Dlatego też Sancho na swego następcę wyznaczył bratanka, Jakuba, syna Ferdynanda (zm. 1316)
Dwa lata po śmierci Sancho Maria wyszła za mąż za Jaime III de Jérica, członka Domu Barcelońskiego. Została uwięziona w Jerice w 1331 roku przez króla Alfonsa IV Aragońskiego, a następnie została przeniesiona do Walencji. Jej brat, król Robert I Mądry z Neapolu, zorganizował jej uwolnienie. Opuściła Walencję po czerwcu 1337 r. i przeniosła się do Barjols w Prowansji. 
Maria zmarła bezpotomnie w 1346 lub 1347 roku.